# Звёздные ассоциации
Звёздные ассоциации — группировки гравитационно несвязанных или слабо связанных звёзд. Такие звёзды имеют общее происхождение и довольно молоды: их возраст не превышает нескольких десятков миллионов лет.

## История открытия
До открытия звёздных ассоциаций было известно два типа группировок звёзд: рассеянные и шаровые звёздные скопления.
Звёздные ассоциации впервые обнаружил Виктор Амбарцумян в 1947 году и рассчитал, что такие объекты распадаются за несколько миллионов лет. Это открытие также свидетельствовало о том, что звездообразование в Галактике происходит до сих пор.
Также Амбарцумян выделил два типа звёздных ассоциаций: O- (или OB-ассоциации) и T-ассоциации, о которых речь пойдёт в соответствующем разделе. Позже был добавлен ещё один класс ассоциаций: R-ассоциации.

## Характеристики
Звёздные ассоциации отличаются от рассеянных звёздных скоплений большим размером — в среднем 50—100 парсек, меньшим количеством, и, следовательно, плотностью звёзд — в звёздной ассоциации звёзд от нескольких штук до нескольких сотен. Тем не менее, плотность звёзд в ассоциации значительно больше, чем в среднем в галактике.
Звёздные ассоциации в основном выделяют по схожести векторов скорости и одинаковому возрасту звёзд. Схожий химический состав также является признаком принадлежности к ассоциации.
Как правило, звёздные ассоциации находятся в плоской составляющей диска Галактики толщиной 100—200 парсек. Звёзды в ассоциациях имеют довольно маленький возраст: не более нескольких десятков миллионов лет. Как следствие, содержание тяжёлых элементов в них довольно велико и составляет 2—3 %.
Звёздные ассоциации формируются из-за того, что звёзды образовываются группами. И хотя образовавшиеся звёзды, как правило, не связаны гравитационно, в течение некоторого времени они находятся близко в пространстве. Именно поэтому звёздные ассоциации состоят из молодых звёзд.

## Классификация
Изначально Амбарцумян выделил два типа ассоциаций: OB-ассоциации, состоящие из массивных ярких звёзд ранних спектральных классов, и T-ассоциации, состоящие из маломассивных звёзд типа T Тельца. Потом Синди Ван ден Берг выделил ещё один класс ассоциаций: R, звёзды в которых подсвечивают отражательные туманности.
На данный момент все открытые звёздные ассоциации принадлежат одному из этих трёх типов. Тем не менее, некоторые ассоциации проявляют свойства ассоциаций разных типов.

### OB-ассоциации
OB-ассоциации, также известные как O-ассоциации, содержат массивные звёзды главной последовательности, спектральных классов O и B в количестве 10—100 штук. Считается, что такие ассоциации формируются внутри гигантских молекулярных облаков. Когда звёзды формируются, за счёт мощного излучения оставшийся газ и пыль разлетаются, ассоциация перестаёт быть связанной и за несколько миллионов лет рассеивается.
На самом деле, в OB-ассоциациях также наблюдается некоторое количество звёзд типа T Тельца. Несмотря на то, что таких маломассивных звёзд формируется больше, они тусклее и поэтому наблюдаются с трудом. Поэтому считается, что большая часть звёзд Млечного пути, не только самые массивные, сформировались в таких ассоциациях.
Спутник Hipparcos обнаружил 12 таких ассоциаций в пределах 650 парсек от Солнца. Ближайшая к нам ОВ-ассоциация — Ассоциация Скорпиона — Центавра, расположенная в 120 парсеках от нас. Кроме того, известны OB-ассоциации в Большом Магеллановом Облаке и в галактике Андромеды.

### T-ассоциации
T-ассоциации содержат в основном маломассивные переменные звёзды типа Т Тельца, ещё не дошедшие до стадии главной последовательности. Именно наблюдение T-ассоциаций позволило сделать вывод, что звёзды в них очень молоды. T-ассоциации состоят из более тусклых звёзд, чем OB-ассоциации, поэтому наблюдаются лишь на небольших расстояниях. Тем не менее, Амбарцумян сделал предположение, что за всё время существования галактики могло сформироваться около миллиона таких ассоциаций. Точное количество звёзд в этих ассоциациях трудно определить, так как в них встречаются звёзды и других типов.
Ближайшая к нам T-ассоциация — T-ассоциация Тельца — Возничего, расположенная в 120 парсеках от нас.

### R-ассоциации
R-ассоциации (от R — reflection) — ассоциации, в которых звёзды спектральных классов O-A2 окружены отражательными газопылевыми туманностями. Эти ассоциации состоят из звёзд главной последовательности, которые недостаточно массивны для того, чтобы сдуть родительскую туманность. Это позволяет астрономам исследовать окружающие тёмные облака, так как звёзды их подсвечивают.
Так как R-ассоциации более многочисленны, чем ОВ-ассоциации, их можно использовать для отслеживания спиральных рукавов Галактики.
Одним из примеров R-ассоциации может служить ассоциация Единорог R2, расположенная в 830 ± 50 парсеках от нас.